# Atletisme als Jocs Olímpics d'Estiu de 1932 - salt de perxa masculí
El salt de perxa masculí va ser una de les proves del programa d'atletisme disputades durant els Jocs Olímpics d'Estiu de Los Angeles de 1932. La prova es va disputar el 3 d'agost de 1932 i hi van prendre part 8 atletes de 4 nacions diferents. Es permetia un màxim de tres atletes per país. La competició fou guanyada per William Miller.

## Medallistes
| Or                   | Plata                | Bronze                 |
| William Miller (USA) | Shuhei Nishida (JPN) | George Jefferson (USA) |

## Rècords
Aquests eren els rècords del món i olímpic que hi havia abans de la celebració dels Jocs Olímpics de 1928.
| Rècord del Món | 4m 37cm | William Graber | Palo Alto (USA) | 16 juliol 1932    |
| Rècord Olímpic | 4m 20cm | Sabin Carr     | Amsterdam (NED) | 1 d'agost de 1928 |

Els tres medallistes (George Jefferson, Shuhei Nishida i William Miller) van igualar el rècord olímpic de 4,20 metres. Nishida i Miller el van millorar, saltant amb èxit primer 4,25 metres i després 4,30 metres. Miller va acabar amb el nou rècord, superant 4.315 metres, cosa que Nishida no va poder.

## Horari
| Data                       | Hora  | Ronda |
| -------------------------- | ----- | ----- |
| dimecres 3 d'agost de 1932 | 14:30 | Final |

## Resultats
La competició es va disputar directament amb la final.
| Pos. | Atleta           | Nació        | 3.75 | 3.90 | 4.00 | 4.15 | 4.20 | 4.25 | 4.30 | 4.315 | 4.35 | Alçada      | Notes |
| ---- | ---------------- | ------------ | ---- | ---- | ---- | ---- | ---- | ---- | ---- | ----- | ---- | ----------- | ----- |
| 1    | William Miller   | Estats Units | o    | o    | o    | xxo  | o    | o    | o    | xxo   | xxx  | 4.315       | RO    |
| 2    | Shuhei Nishida   | Japó         | o    | o    | o    | o    | xo   | xxo  | xxo  | xxx   | N/D  | 4.30        |       |
| 3    | George Jefferson | Estats Units | o    | o    | o    | —    | o    | xxx  | N/D  | N/D   | N/D  | 4.20        |       |
| 4    | Bill Graber      | Estats Units | o    | o    | o    | xxo  | —    | xxx  | N/D  | N/D   | N/D  | 4.15        |       |
| 5    | Shizuo Mochizuki | Japó         | o    | o    | o    | xxx  | N/D  | N/D  | N/D  | N/D   | N/D  | 4.00        |       |
| 6    | Lúcio de Castro  | Brasil       | o    | o    | xxx  | N/D  | N/D  | N/D  | N/D  | N/D   | N/D  | 3.90        |       |
| 7    | Peter Clentzos   | Grècia       | o    | xxx  | N/D  | N/D  | N/D  | N/D  | N/D  | N/D   | N/D  | 3.75        |       |
| —    | Carlos Nelli     | Brasil       | xxx  | N/D  | N/D  | N/D  | N/D  | N/D  | N/D  | N/D   | N/D  | Sense marca |       |